# Battaglia di Sulci
La battaglia navale di Sulci fu una battaglia navale minore combattuta nel quadro della prima guerra punica ma che rivela l'allargamento del raggio d'azione degli sforzi bellici romani: la flotta romana sconfisse quella cartaginese al largo di Sulki in Sardegna.

## Situazione
Dopo la sconfitta alle isole Lipari e la vittoriosa battaglia di Milazzo, Roma prese coraggio e, sullo slancio mise fine all'assedio di Segesta, che probabilmente sull'esempio di Gerone II di Siracusa ma certo anche a causa della vicinanza delle legioni, aveva accettato l'alleanza con Roma e contro Cartagine. Non solo Segesta fu tratta d'impaccio, i Romani conquistarono Macella (oggi Macellaro, a est della colonia elima). D'altra parte Amilcare (da non confondere con Amilcare Barca anch'egli attivo nella prima guerra punica), il comandante delle forze terrestri cartaginesi, avendo saputo che era sorto un dissidio fra i Romani e i socii che combattevano al loro fianco, ne attaccò il campo, staccato da quello romano e posto fra Termini Imerese e Paropo mentre lo smontavano; circa 4000 legionari perirono nell'attacco.

## Invio in Sardegna
Polibio informa che - non si sa se per scelta o se per ordine superiore - Annibale Giscone, 
(Polibio, Storie, I, 24, BUR. Milano, 2001. trad.: M. Mari.)
Questa partenza e le sue modalità presentano qualche peculiarità:
Si può ritenere che il massacro di 4000 uomini possa aver fatto ritenere remota la possibilità di un attacco terrestre romano alle basi e ai porti cartaginesi quali Palermo e che quindi i comandanti punici si sentissero abbastanza sicuri di poter fare a meno della flotta.
Potrebbe peraltro trattarsi di una decisione presa "in alto". Il comandante che ha appena subito una pesante sconfitta (poco meno della metà della flotta catturata da nemici notoriamente poco capaci in mare) in genere non viene certo premiato.
C'è quindi da chiedersi se veramente tutte le "navi rimaste" erano state portate a Cartagine da Annibale. La presenza a poca distanza di una flotta romana di oltre 100 navi, rinforzata da quelle catturate ai cartaginesi, non dovrebbe aver suggerito una dismissione così ampia; il pericolo di un attacco romano in totale assenza di una flotta anche se di dimensioni ridotte avrebbe dovuto suggerire per lo meno l'invio di rinforzi.
Per questo si può infine ritenere che quella flotta fosse tutto quello che Cartagine poteva mettere in campo in quel momento e fosse necessaria e urgente per un'azione in Sardegna, in risposta a movimenti delle navi romane che, a loro volta, potevano essere state -tutte o in parte- distolte dalla Sicilia.
Anche se Annibale è stato sottoposto a qualche processo, marziale o politico, non ne aveva subito negative ripercussioni; "non molto tempo dopo" venne mandato in Sardegna, possedimento cartaginese,
(Polibio, Storie, I, 24, BUR. Milano, 2001. trad.: M. Mari.)
Interessante questo dettaglio sui trierarchi. Forse una sorta di tutela operativa per il comandante sub judice. Annibale appare come un ammiraglio cui veniva sì confermato un comando, ma "dopo poco tempo" e quindi presumibilmente i tempi "dovevano" essere molto stretti. Veniva inoltre affiancato da ufficiali di provata capacità o sponsorizzati da parti politiche che avevano approfittato della sconfitta di Milazzo per pretendere dei cambiamenti.

## La battaglia
I Romani avevano già tentato di dedurre una colonia in Corsica, già vi avevano combattuto la battaglia di Aleria. Il loro interesse per la Sardegna cominciò a notarsi con questa azione bellica e divenne chiaro e definitivo quando, dopo la fine della guerra e mentre Cartagine era impegnata nella triennale e sanguinosa rivolta dei mercenari, Roma con un pretesto si appropriò delle due grandi isole.
La battaglia si svolse nel 258 a.C., nel mare al largo della città di Sulci sulla costa occidentale della Sardegna .Le navi romane erano guidate dal console Gaio Sulpicio Patercolo e il comandante cartaginese e i suoi "apprezzati tierarchi" consegnarono una vittoria alla formazione romana.
I dettagli descrittivi della battaglia mancano; Polibio racconta con poche secche frasi che Annibale non si distinse come comandante.
(Polibio, Storie, I, 21, BUR. Milano, 2001. trad.: M. Mari.)
Annibale Giscone fu "catturato" dai suoi stessi uomini (Polibio parla di "Cartaginesi scampati") e, come -pare- d'abitudine per i comandanti punici sconfitti, fu crocifisso.

## Ipotesi
Si possono trarre alcune ipotesi sul comportamento di Annibale dopo (o durante) la battaglia; molto probabilmente tentò la fuga se Polibio dice che "fu catturato". E d'altra parte già nella battaglia di Milazzo riuscì a non cadere in mani romane abbandonando la sua nave su una scialuppa.
I suoi carnefici potevano essere cartaginesi che, fuggiti con lui, non ne sopportarono la prosecuzione del comando o la sola vista. Ma potevano anche essere alleati sardi, specialmente se la fuga era avvenuta a terra; non dimentichiamo che Roma, negli anni successivi alla conquista, dovette reprimere sanguinose rivolte delle popolazioni che non ne volevano subire il dominio.